# Sigfrido Vogel
Alois Sigfrido Vogel (ur. we wrześniu 1912 w Monte Maíz w prowincji Córdoba, zm. ?) – argentyński strzelec, olimpijczyk.
Vogel wystąpił na Letnich Igrzyskach Olimpijskich 1932 w jednej konkurencji – karabinie małokalibrowym leżąc z 50 m. Zajął 22. pozycję wśród 26 strzelców.

## Wyniki

### Igrzyska olimpijskie
| Igrzyska         | Konkurencja                       | Wynik    | Miejsce | Źródło |
| ---------------- | --------------------------------- | -------- | ------- | ------ |
| Los Angeles 1932 | Karabin małokalibrowy leżąc, 50 m | 281 pkt. | 22      | [ 1 ]  |